# Cona’ Mheall
Der Cona’ Mheall ist ein als Munro und Marilyn eingestufter, 978 m (3.209 ft) hoher Berg in den schottischen Highlands. Sein gälischer Name kann in etwa mit Angrenzender Berg übersetzt werden. Er liegt in einer kleinen Berggruppe in den Northwest Highlands, gut 55 Kilometer nordwestlich von Inverness und etwa 18 Kilometer südöstlich von Ullapool.
Die kleine, weit abseits bestehender Ansiedlungen in einer rauen Berglandschaft liegende Berggruppe östlich von Ullapool wird nach ihrem höchsten Gipfel, dem westlich des Cona’ Mheall liegenden, 1.084 m (3.556 ft) hohen Beinn Dearg, auch als „The Deargs“ bezeichnet. Die übrigen Munros der Gruppe sind der 977 m (3.205 ft) hohe Meall nan Ceapraichean und der 927 m (3.041 ft) hohe Eididh nan Clach Geala. Vom Beinn Dearg ist der Cona’ Mheall durch das tief eingeschnittene Coire Grànda mit dem Loch a’ Choire Ghrànda getrennt, in das die Südwestseite des Berges steil und felsig abfällt. Der auch nach fast allen anderen Seiten steil und felsig abfallende Berg besitzt einen kurzen, von Südsüdwest nach Nordnordost führenden Gipfelgrat, dessen höchster, durch einen Cairn markierter Punkt am nordöstlichen Ende liegt. Am südlichen Ende liegt ein weiterer, etwas niedriger Gipfel. Lediglich nach Westen weist der Gipfel etwas moderater geneigte Hänge auf, die aber ebenfalls von Schrofen durchsetzt sind. Sie führen zum hochgelegenen Bealach an Lochain Uaine auf etwa 850 m Höhe. Über diesen Sattel ist der Cona’ Mheall mit dem Nordostgrat des Beinn Dearg sowie dem sich nördlich anschließenden Meall nan Ceapraichean verbunden. Westlich fällt der Sattel in das als Coire Mathais Làthail bezeichnete Tal des River Lael ab. Vom Gipfel führt ein breiter felsiger Grat nach Nordosten, westlich davon liegt unterhalb der Nordwand das Coire Loch Tuath mit dem Loch Tuath und dem Loch Prille. Die Ostwand des Berges wird durch das breite Coireag a’ Chona’ -mhill geprägt. Ein weiterer Grat führt vom Nebengipfel am südlichen Ende des Gipfelgrats nach Südosten in das Coire Grànda. 

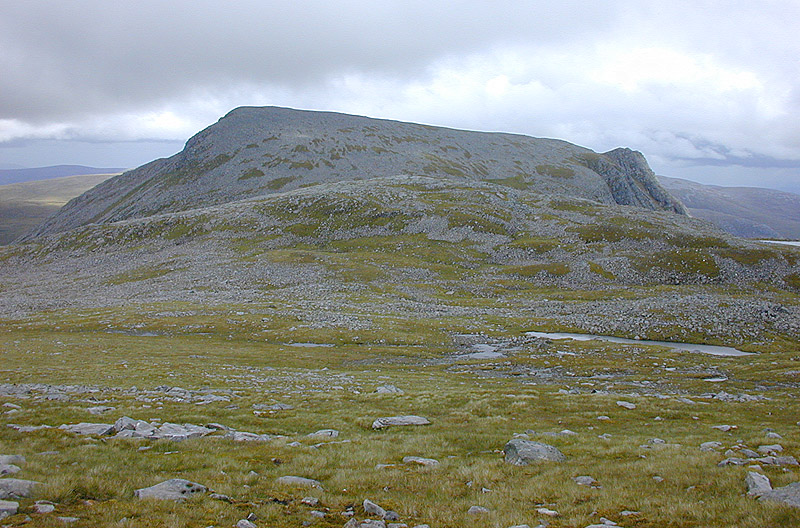
Blick vom Bealach an Lochain Uaine auf die Westseite des Cona’ Mheall
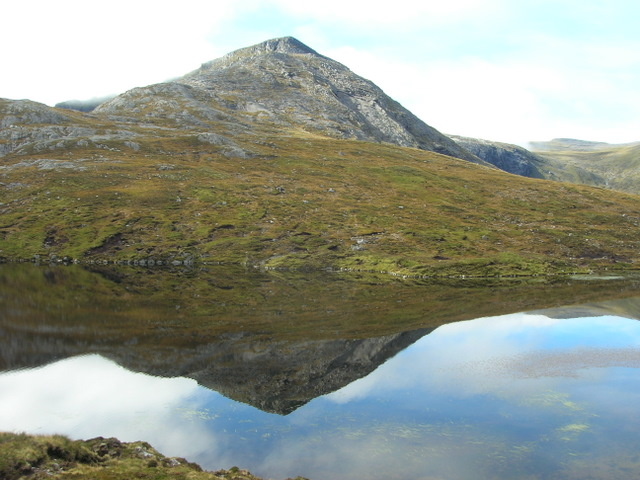
Der Cona’ Mheall von Nordosten, im Vordergrund Loch Prille
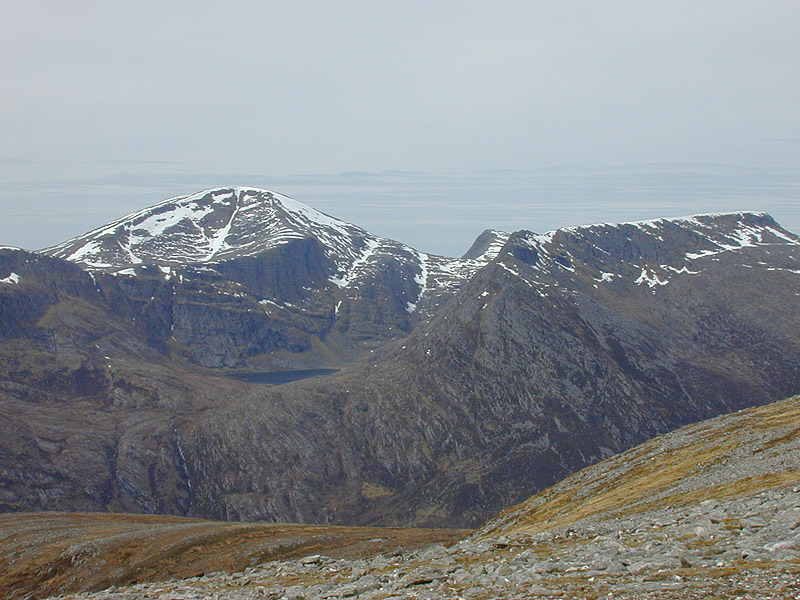
Blick von Osten zum Coire Grànda, links der Beinn Dearg, rechts der Gipfelgrat des Cona’ Mheall
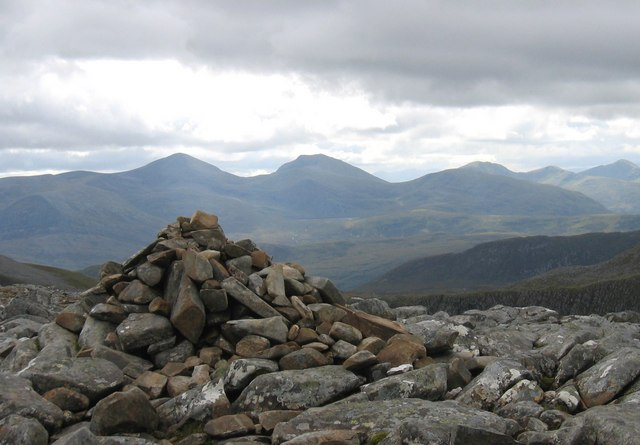
Der Gipfelcairn des Cona’ Mheall, im Hintergrund die Fannichs mit dem Sgùrr Mòr (links) und dem Sgùrr nan Clach Geala (rechts)

Die „Deargs“ liegen in einer seit den Highland Clearances nicht mehr besiedelten einsamen Bergwelt weitab öffentlicher Straßen und erfordern lange Zustiege. Die meisten Munro-Bagger kombinieren daher eine Besteigung aller vier Munros der Gruppe. Der kürzeste Zugang beginnt an einem Parkplatz an der A835 bei der kleinen Ansiedlung Inverlael am Südende von Loch Broom. Er führt durch das Gleann na Sguaib nach Osten und dann unterhalb der Felsabbrüche des Diollaid a’ Mhill Bhric, zuletzt steil ansteigend durch das Coire Mathais Làthail, bis in den Bealach an Lochain Uaine. Von dort kann der Cona’ Mheall über seine felsige Westflanke bestiegen werden. Alternativ ist auch eine Besteigung über den Südostgrat möglich, diese erfordert jedoch einen deutlich längeren Zustieg und eine Flussquerung.